# Formica surinamensis
Formica surinamensis är en myrart som beskrevs av Berendt 1830. Formica surinamensis ingår i släktet Formica och familjen myror. Inga underarter finns listade i Catalogue of Life.